# Wallace Collection (musée)
Pour les articles homonymes, voir Wallace Collection.
La Wallace Collection est un musée londonien constitué en 1897 à la suite du don, par Lady Wallace, de l'énorme collection d'art ancien héritée en 1870 par son époux, le collectionneur et philanthrope britannique Richard Wallace.
Ce musée est riche de 5 500 objets, dont 600 peintures et 500 meubles, disposés dans 25 galeries, et comprend un vaste panorama de l'art du XIVe siècle au XIXe siècle : arts décoratifs, peinture française du XVIIIe siècle, mobilier, armes, porcelaines de Sèvres ou peintures de maîtres du XVIIe siècle. 

## Historique
« La collection Wallace présente un double visage, à la fois le plus beau choix d'art français du XVIIIe siècle et la conclusion heureuse d'une tragédie humaine, un drame de la folie, de l'âpreté et de la haine comme au théâtre grec. »

— Cyril Connolly, (cité par James Stourton, op.cit. p.248)
La collection fut commencée vers 1760 par Francis Seymour-Conway (1719-1794), premier marquis d'Hertford, et considérablement accrue par ses descendants ; c'est le francophile Richard Seymour-Conway (1800-1870), quatrième du nom et père naturel de Richard Wallace, qui en constitua la plus grande partie à Paris, entre 1843 et 1857 ; après cette date, le marquis, très malade, chargea Richard d'agir comme factotum.
Unique héritier d'un des plus grands amateurs de son temps, Wallace enrichit la collection à partir de 1870, date de la mort du marquis, par l'achat « en bloc » - à la différence d'Herftord, qui achetait ou faisait acheter en vente publique chaque pièce - d'importantes collections particulières, notamment d'armes anciennes et d'objets d'art médiéval et Renaissance. Ayant vu, dit-on, son offre de legs à la France refusée par le gouvernement - théorie non étayée à ce jour par des pièces d'archives - il laissa en 1890 l'énorme patrimoine foncier et artistique à sa veuve, née Julie Amélie Charlotte Castelnau (1819-1897).
En 1894, celle-ci légua ce riche musée privé à la nation britannique, soit en exécutant ainsi les volontés de son époux, mort quatre ans plus tôt (thèse défendue par James Stourton), soit sur le conseil de son ancien employé devenu son homme de confiance - et légataire universel - sir John Murray Scott.
Le musée fut établi formellement sous l'impulsion de lady Wallace et ouvrit ses portes au public en 1900 à « Hertford House » sous le nom de « Collection Richard Wallace », près de Bond Street.

## Collections
« Ce qui frappe le visiteur c'est l'impression écrasante d'opulence (...) il y a trop de merveilles pour qu'on puisse tout voir en une seule fois. (...). Tout y est d'une qualité exceptionnelle, la grande galerie étant sans doute la meilleure de son genre au monde. Nulle part ailleurs on ne verra une collection d'art français aussi magnifique »

— Stourton (op. cit., p. 259)

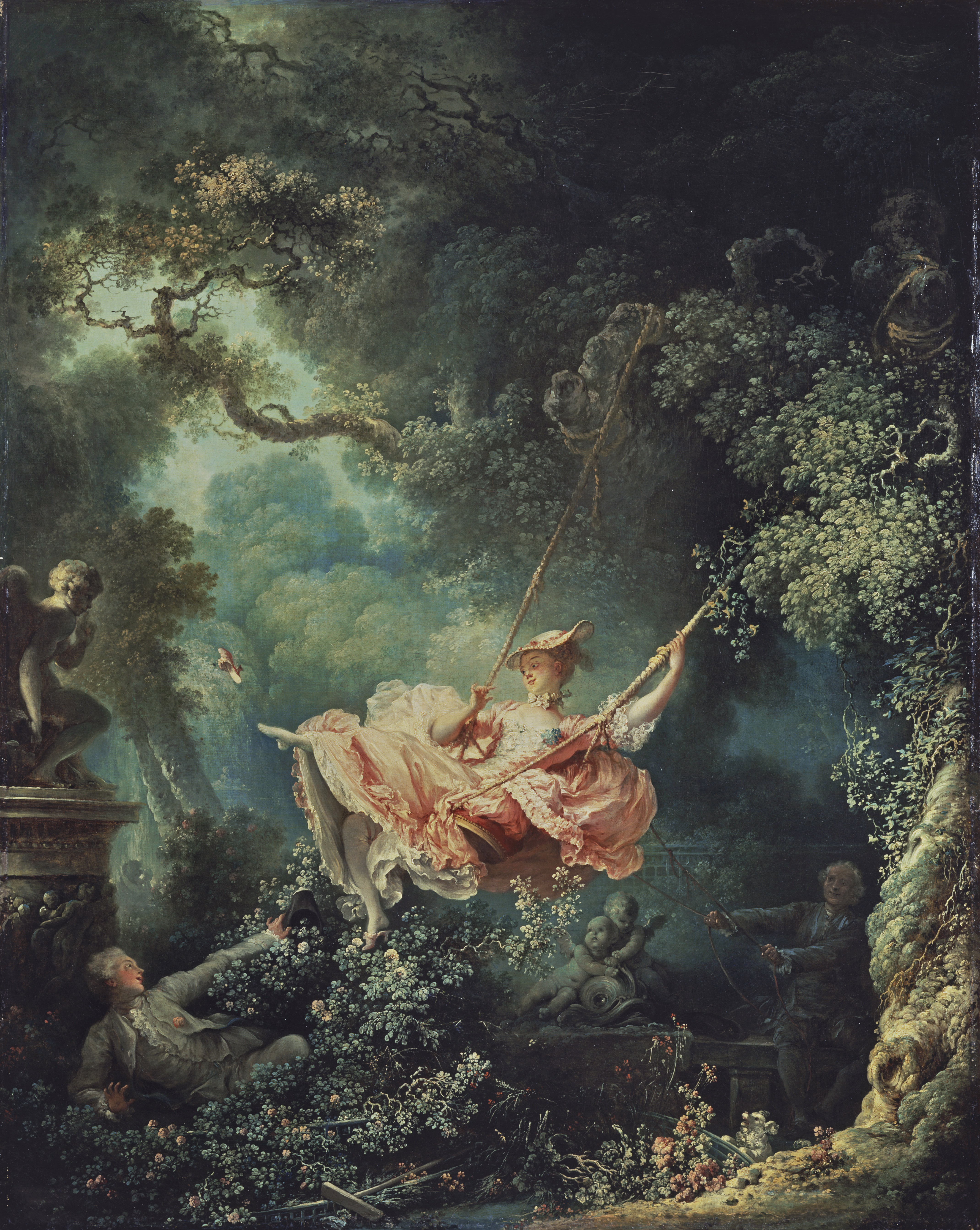
Les Hasards heureux de l'escarpolette, Fragonard : l'un des chefs-d’œuvre de la collection.

La collection est divisée en six départements : peintures et estampes, céramiques, armes, objets d'arts, mobilier et sculptures.
Les œuvres d'art comprennent près de 5500 objets : 
- 775 peintures, aquarelles et dessins
- 528 meubles
- 510 céramiques
- 2370 armes européennes et orientales
- 466 sculptures
- 334 miniatures
- 363 œuvres Médiévales et Renaissance
- 120 œuvres d'orfèvrerie

### Peintures
La collection de peintures est l'une des plus riches d'Angleterre, surpassée uniquement par la National Gallery, avec des œuvres du XIVe au XIXe siècle.
Elle est particulièrement riche en tableaux des écoles flamandes et hollandaises des XVIe et XVIIe siècles, avec des œuvres de Frans Hals, de Rembrandt ou de Rubens, qui constituent une partie des 173 tableaux hollandais et 48 tableaux flamands.
Elle comporte également 144 tableaux de l'école française d'avant 1815, dont le célèbre tableau de Fragonard, Les Hasards heureux de l'escarpolette.
On y trouve également des œuvres de François Boucher, dont entre autres le Printemps et l'Automne, destinés à servir de dessus-de-portes dans le « Cabinet de la Pendule » à Versailles (copies par Barthélémy à la préfecture de La Marne à Châlons-sur-Marne) de Jean-Baptiste Greuze, de Watteau ou de Nicolas Poussin.
Les écoles espagnoles, anglaises ou italiennes sont également représentées avec Canaletto, Gainsborough, Murillo, Le Titien, ou Velazquez.
École flamande et hollandaise :
- Frans Hals : 1 peinture : Le Cavalier Riant
- Meindert Hobbema : 5 peintures : 
  - Paysage orageux 
  - Paysage boisé
- Pieter de Hooch : 2 peintures 
  - Femme épluchant des pommes
  - Un Garçon apportant du pain
- Hans Memling : 1 peinture
- Gabriel Metsu : 1 peinture : Le Chasseur endormi
- Caspar Netscher : La Dentellière
- Pieter Pourbus : 1 peinture : Allégorie du véritable amour
- Rembrandt : 6 peintures : 
  - Titus, fils de l'artiste
  - Autoportrait au bonnet noir
  - Le Bon Samaritain
- Rubens : 9 peintures : Paysage avec arc en ciel
- Jacob van Ruysdael : 5 peintures : Paysage avec une cascade
- David Teniers le Jeune : 2 peintures : Les Fumeurs
- Gerard Ter Borch : 1 peinture : Femme lisant une lettre
- Anthony van Dyck : 4 peintures : 
  - Le berger Pâris
  - Philippe Le Roy
  - Marie de Raet

École française :
- Boucher : 20 peintures : 
  - L'Enlèvement d'Europe 
  - La Naissance de Vénus

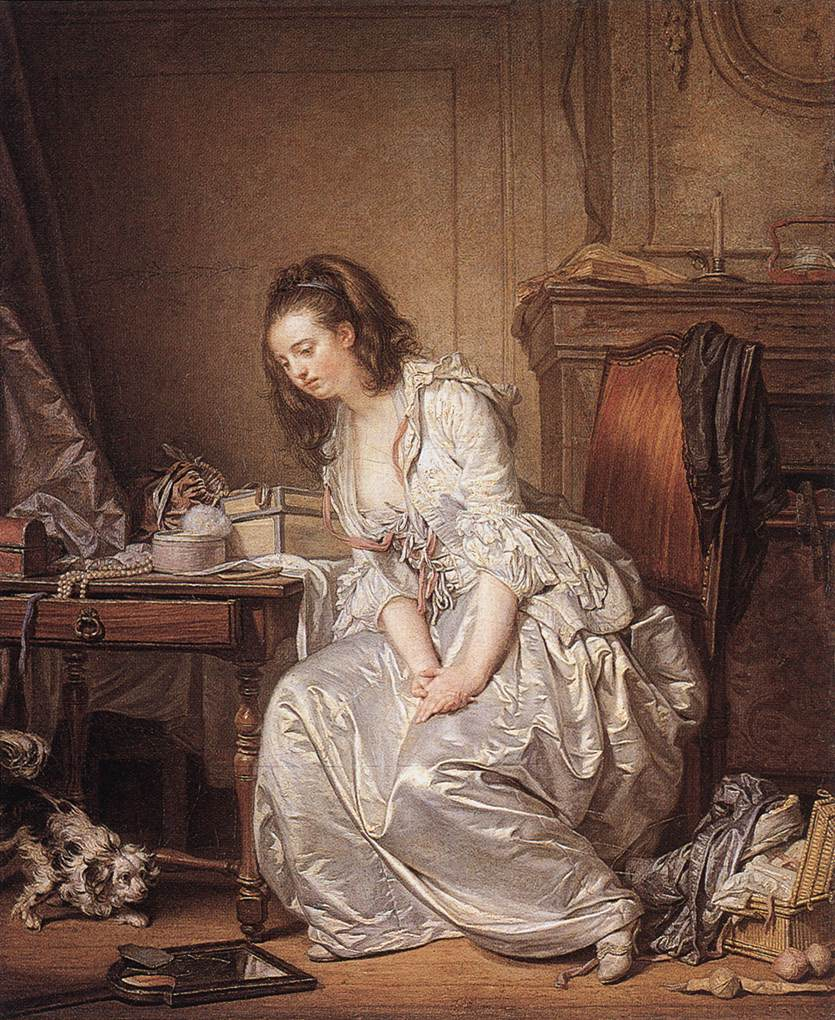
Le Miroir brisé (The Broken Mirror) de Jean-Baptiste Greuze.

  - Mars et Vénus surpris par Vulcain
  - Un Automne pastoral
  - Madame de Pompadour
- Champaigne : 4 peintures
- Clouet : 2 peintures
- Corot : 1 peinture
- Delacroix : 2 peintures : L'Exécution du Doge Marino Faliero
- Fragonard : 8 peintures : 
  - Les Hasards heureux de l'escarpolette
  - Conversation galante dans un parc
  - Le Petit Parc
  - Le Concours musical
  - Le Souvenir (Le Chiffre d'amour)
- Lancret : 11 peintures : Mademoiselle de Camargo dansant
- Le Lorrain : 1 peinture : Paysage avec Apollon et Mercure
- Géricault : 2 peintures
- Greuze : 19 peintures : 
  - Le Miroir brisé
  - Jeune fille priant au pied de l'autel de l'Amour
  - Innocence
  - Ariane
- Lancret : 11 peintures
- Nattier : 3 peintures : 
  - La Comtesse de Tillières
  - Mademoiselle de Clermont en sultane
- Pater : 13 peintures : Les Vivandières de Brest
- Poussin : 1 peinture : La Danse de la vie humaine
- Théodore Rousseau : 1 peinture : La forêt de Fontainebleau : matin
- Ary Scheffer : 1 peinture : Les Ombres de Francesca da Rimini et de Paolo Malatesta apparaissent à Dante et à Virgile
- Horace Vernet : 24 peintures :
  - Le Trompette blessé
  - Le Chien du régiment blessé
  - Le Conteur arabe
- Vigée Lebrun : 1 peinture : Madame Perregaux
- Watteau : 9 peintures : 
  - Une femme à sa toilette
  - La halte pendant la poursuite
  - Voulez-vous triompher des belles ?
  - Sous un habit de Mezzetin
  - Les Champs Elisées

École italienne :
- Canaletto : 8 peintures : 
  - Le bassin de Saint Marc vu de San Giorgio Maggiore
  - Le bassin de la Giudecca
- Cima da Conegliano : 2 peintures : Sainte Catherine d'Alexandrie
- Guardi : 9 peintures : 
  - La Douane et la Giudecca
  - Caprice avec la cour du palais des Doges
- Titien : 2 peintures : 
  - Persée et Andromède 
  - Vénus et Cupidon

École anglaise :
- Gainsborough : 2 peintures : 
  - Mrs Mary Robinson
  - Miss Haverfield
- Landseer : 4 peintures : La Tente arabe
- Lawrence : 4 peintures : 
  - Marguerite, comtesse de Blessington
  - George IV
- Reynolds : 12 peintures : 
  - Miss Nelly O'Brien
  - Miss Jane Bowles
- Turner : 4 peintures

École espagnole :
- Murillo : 8 peintures : L'Adoration des Bergers
- Velázquez: 2 peintures : 
  - La Dame à l'Éventail
  - Portrait du prince Baltazar Carlos

### Céramiques

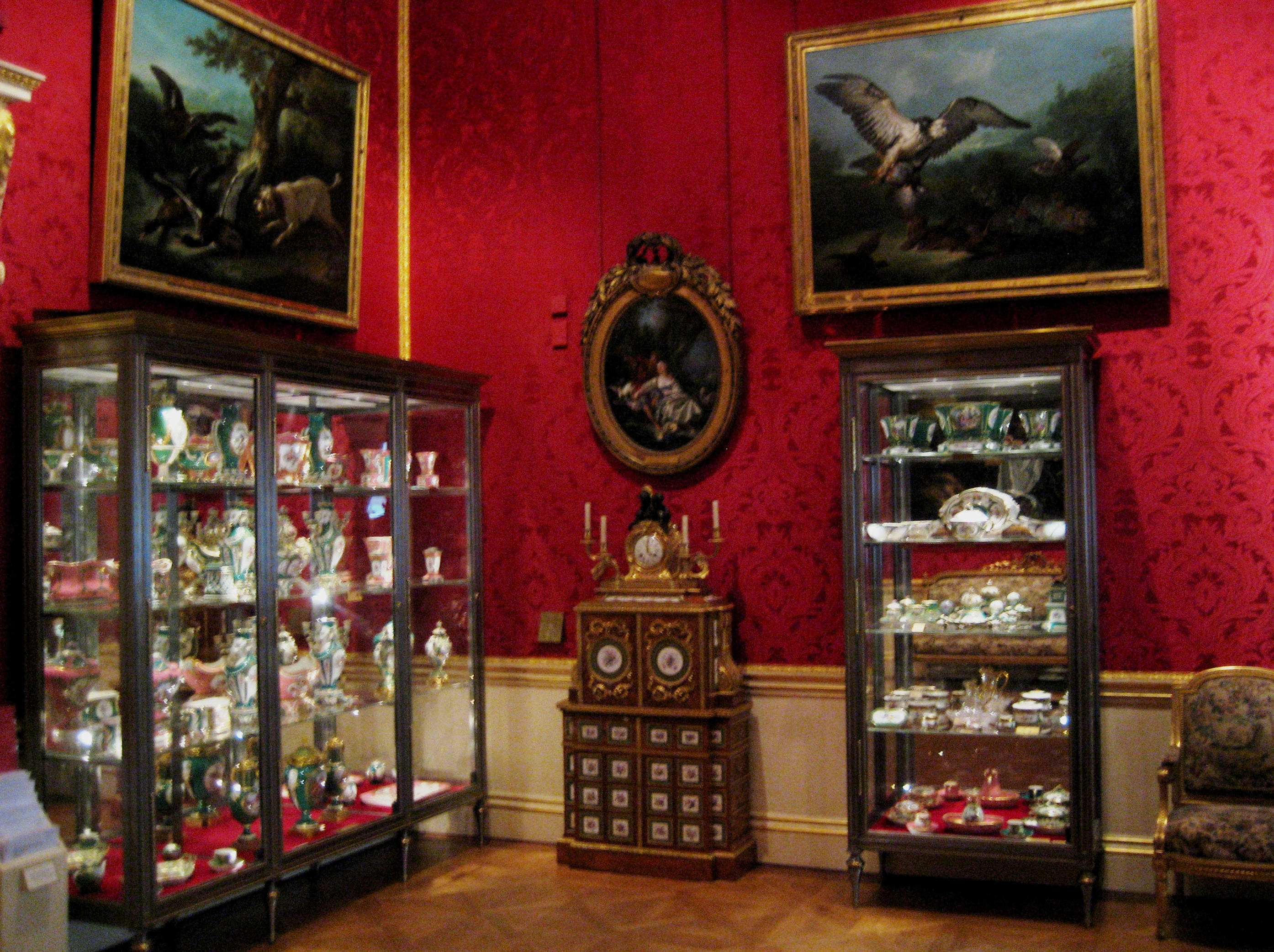
Porcelaines de Sèvres.

La collection présente de nombreuses porcelaines, en particulier de la Porcelaine de Saxe de Meissen, dont l'achat fut suggéré au 3e marquis par son ami le Prince-Régent.
Le musée possède aussi une des premières collections de porcelaines de Sèvres au monde ; elle compte 137 vases, 3 figurines en biscuit, 80 théières, etc. acquis principalement entre 1802 et 1875 par la marquise d'Hertford et Wallace.

### Mobilier
Le musée renferme l'une des premières collections mondiales de mobilier, principalement français, des meilleurs ébénistes des XVIIe et XVIIIe siècles, et plusieurs cheminées en marbre et bronze doré de ces époques.
Parmi plus de 500 meubles remarquables, plusieurs sont d'origine royale : 
- la célèbre commode dite « aux Dragons » de Cressent, maintes fois reproduite au XIXe siècle ;
- celle de la chambre de Louis XV à Versailles par Gaudreau, ornée de bronzes par Caffieri, considéré comme un chef-d'œuvre d'art rocaille livrée en avril 1739 et qui à la mort du Roi (1774), selon l'usage, échut avec le mobilier de la pièce ès qualités au duc d'Aumont, Premier Gentilhomme de la Chambre ; ce meuble fut restauré pour être prêté à l'exposition "Louis XV passions d'un roi", à Versailles en 2022;
- le bureau de Stanislas Leczinski par Riesener (1769), dérivé du premier modèle de bureau « à cylindre » conçu pour Louis XV par Oeben et cet ébéniste (château de Versailles), qui fut reproduit aux siècles suivants (cf. entre autres exemplaires, celui du château-musée de La Louvière à Montluçon - Allier) ;
- un autre bureau de ce modèle, également daté de 1769, exécuté pour le jeune comte d'Orsay[4] ;
- la commode dite « aux Colombes », par Dubois, aux chutes ornées de bustes de femmes nues sur des corps de serpents - probable présent de fiançailles ou de mariage à la Dauphine de France, Marie-Antoinette - et de cet ébéniste, un bureau plat présentant ces motifs ;
- le secrétaire en armoire commandé à Riesener (vers 1780) pour les appartements versaillais de Marie-Antoinette, dont le motif "au coq triomphant" de l'abattant est celui qui orne les deux portes du premier meuble de la série, (avant 1763) de son prédécesseur Oeben (collection Rosebery à Dalmeny House - Ecosse - en 1987). Le second exemplaire connu (vers 1777) serait celui destiné au bureau de Louis XVI au Petit Trianon (Waddesdon Manor). cf celui vendu par Christie's en 2000 (reprod. coul. dans "la Gazette Drouot" n°31 du 26/05/2000), portant l'estampille des deux  ébénistes; son abattant est orné du motif du profil de femme au doigt posé sur la bouche en signe de secret qui est répété au dos du bureau à cylindre de Riesener pour Stanislas Leczinski, inspiré de celui de Louis XV (château de Versailles) dans la salle dite "des Fragonard" du Musée;
- ainsi que des pièces du XIXe et des pièces italiennes, anglaises ou allemandes.

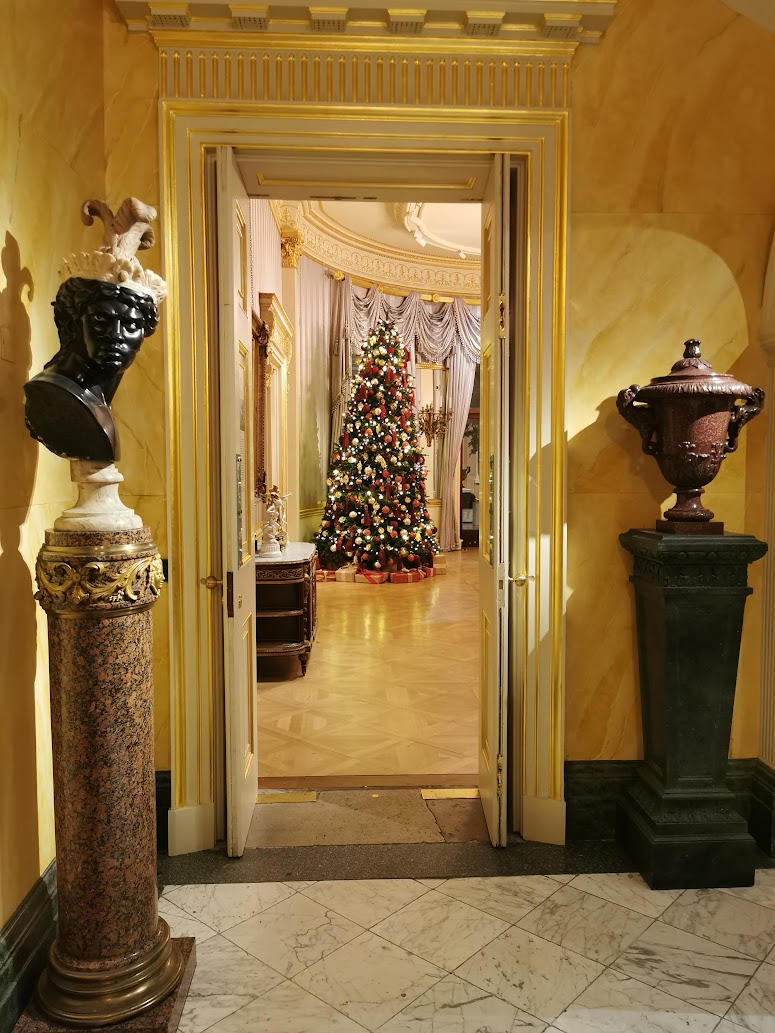
Salle au rez-de-chaussée du Wallace Collection

Le mobilier créé par l'ébéniste Boulle − ou restauré par ses collègues de la fin du xviiie siècle − fort recherché par les grands amateurs du XIXe siècle, y est mieux représenté que dans maints châteaux anglais : armoire avec régulateur central, meuble-vitrine, bureaux plats, cabinets-médailliers, coffrets dits de mariage sur leur piètement originel, commodes, etc. ; de même qu'une série de meubles d'époque Louis XVI, avec plusieurs secrétaires de dame dits bonheur-du-jour ornés de plaques de porcelaine de Sèvres à motifs floraux.
La collection compte de très nombreux bronzes d'ameublement, pendules, cartels et régulateurs de qualité exceptionnelle (selon la légende, le marquis d'Hertford en aurait réuni une centaine dans sa seule chambre à Paris) :
- une paire de chenets en bronze attribués à Algardi, dit l'Algarde, puis à son élève Michel Anguier, mentionnée dans un inventaire royal en 1722, qui décora les appartements de la reine Marie-Antoinette et fut vendue 4 800 livres au négociant en grains et « fournisseur de la République » Jacques de Chapeaurouge (de) (1744-1803) le 28 septembre 1796[5] ;
- une paire de flambeaux « aux carquois » en bronze par Étienne Martincourt, actif à Paris de 1763 à 1791, qui évoque les « deux paires de petits flambeaux carquois en trépied très richement ciselés et dorés d'or mat » livrées en 1778 par le doreur Prégermain pour la chambre du comte d'Artois au château de Bagatelle à Paris, où lord Hertford mourut en 1870 ;
- une autre paire au fût et à la base similaires (vers 1780) fut vendue par Christie's Paris le 14 décembre 2005, et une troisième paire en bronze entièrement doré, provenant du mobilier du 2, rue Laffitte, vendu en 1914 à Jacques Seligmann fut transmise à sa galerie new-yorkaise, puis intégra la collection Georges Blumenthal, vendue à Paris en décembre 1932, puis à nouveau à Paris, trente plus tard[6] ;
- deux paires de flambeaux en bronze doré, du modèle dit « à trois cariatides » ou « à trois figures et corbeille » créé par François Rémond en 1784 ; une paire similaire fut livrée par Dominique Daguerre (en) en 1786 à la princesse Kinsky, puis confisquée en mars 1794 et envoyée au Palais du Luxembourg ; une autre, livrée en mars 1785 au comte d'Artois pour son palais du Temple, y fut saisie à cette époque ; l'une des paires de la collection porte la marque du palais des Tuileries à l'époque de Louis-Philippe.

### Armes et Armures
La collection d'armes et d'armures européennes est l'une des plus belles du monde. Ses points forts sont les armures de parade et de tournoi richement décorées, ainsi qu'une série d'épées, dagues, et fusils de chasse princiers aux ornements des 16e et 17e siècles. Elle est complétée par une collection importante d'armes orientales, provenant surtout d'Inde, du Moyen-Orient et de l'Empire ottoman.

## Galerie

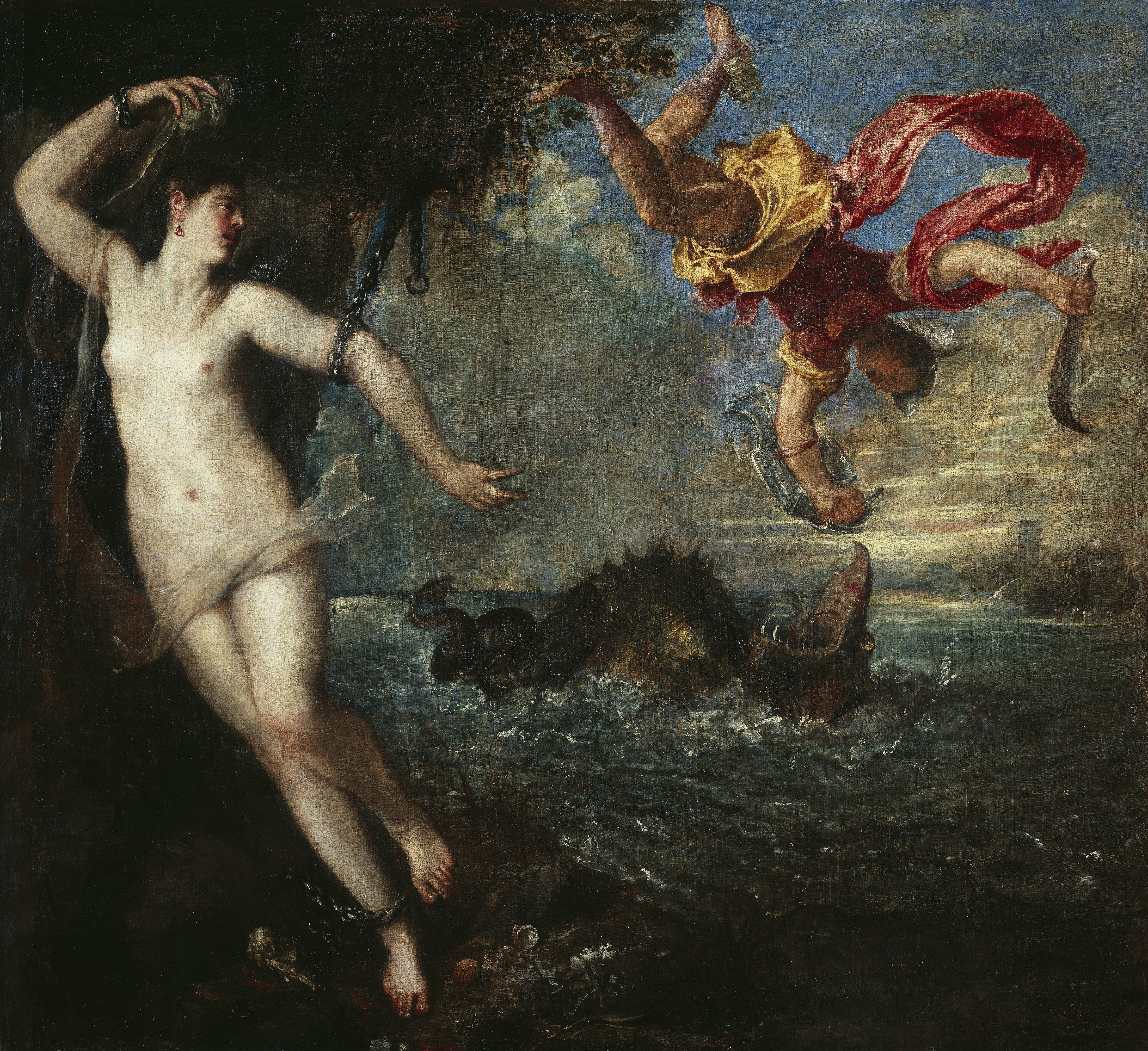
Titien : Persée et Andromède
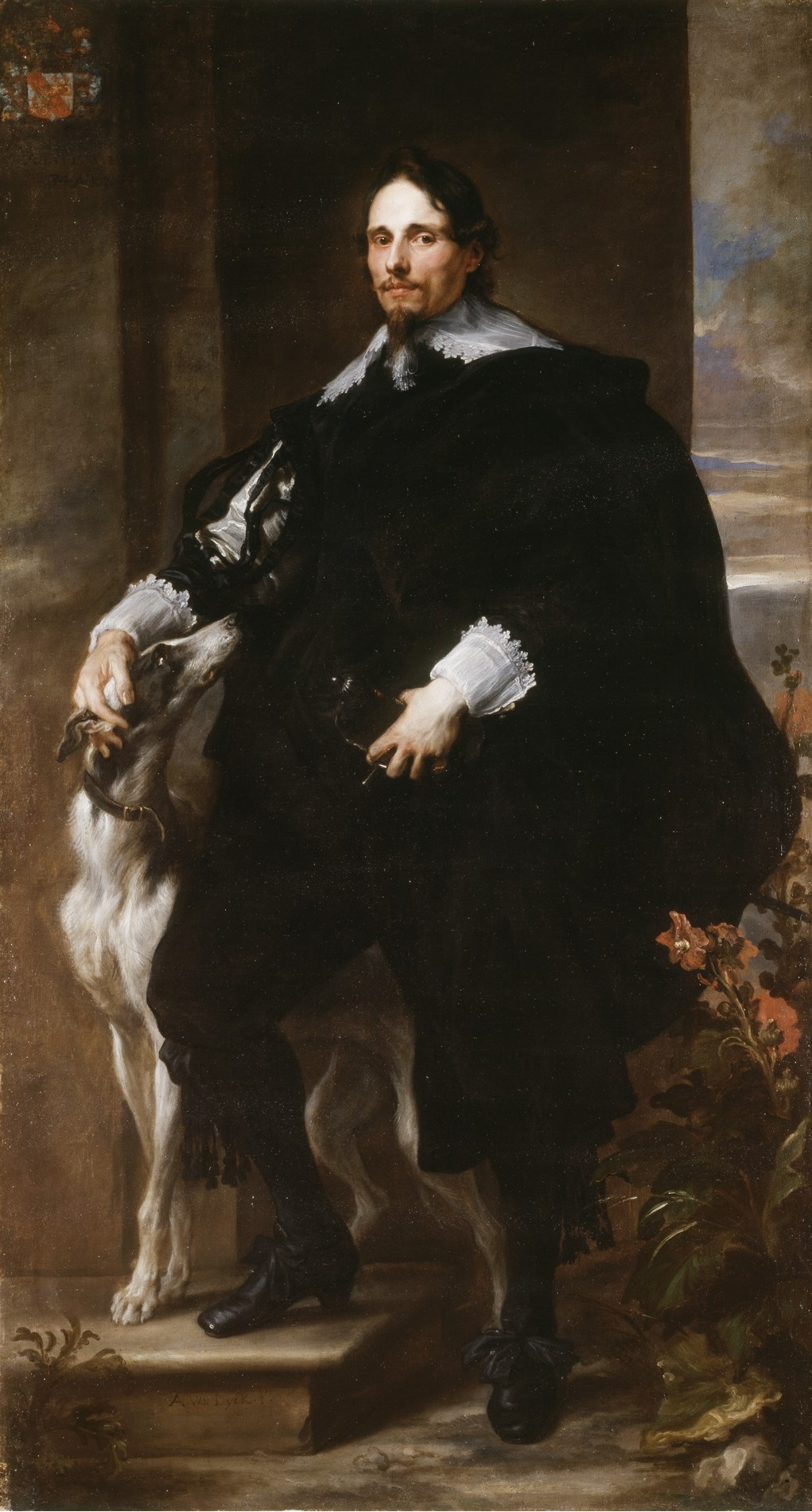
Van Dyck : Portrait de Philippe Le Roy
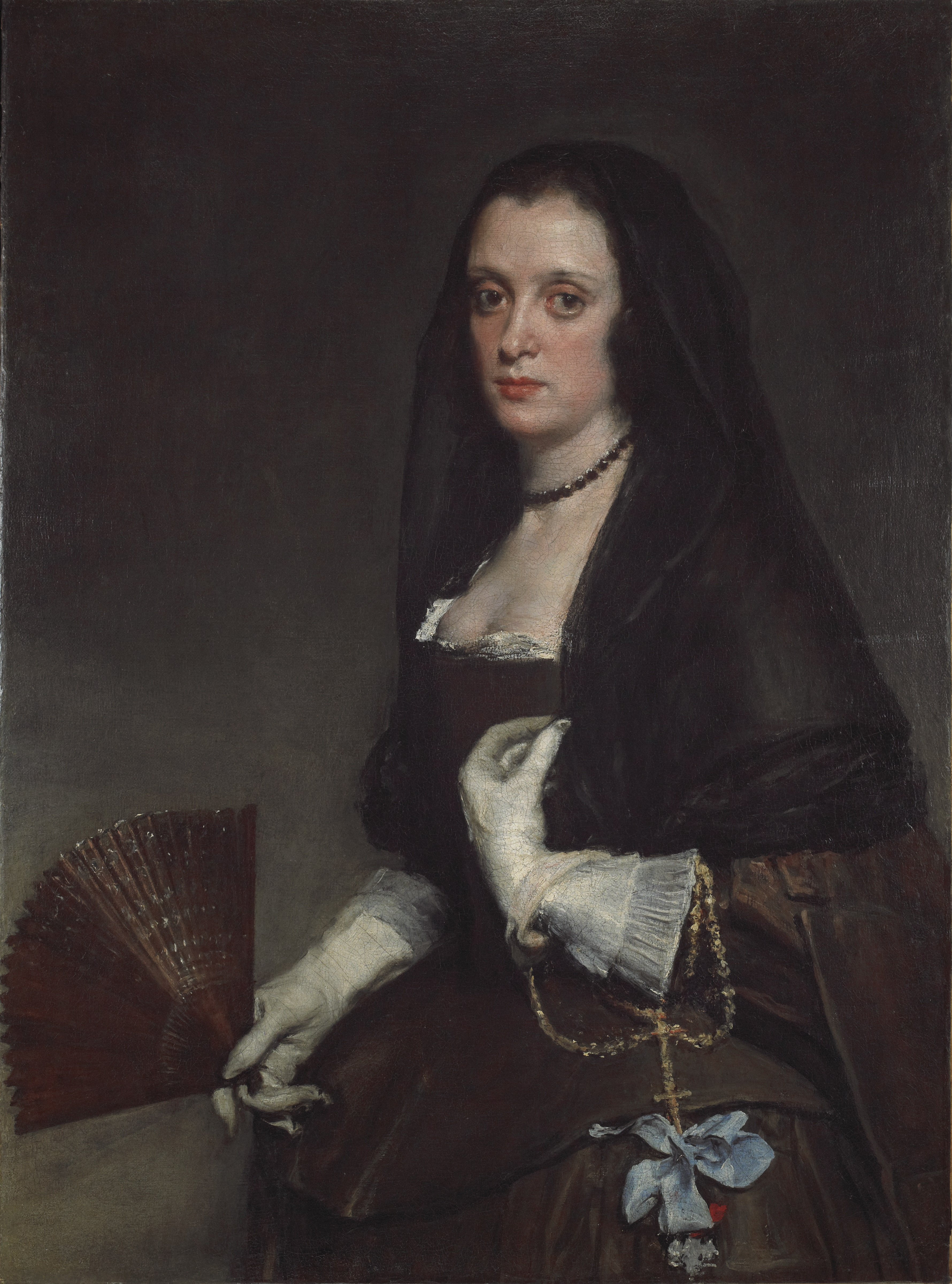
Diego Vélasquez : La Femme à l'éventail
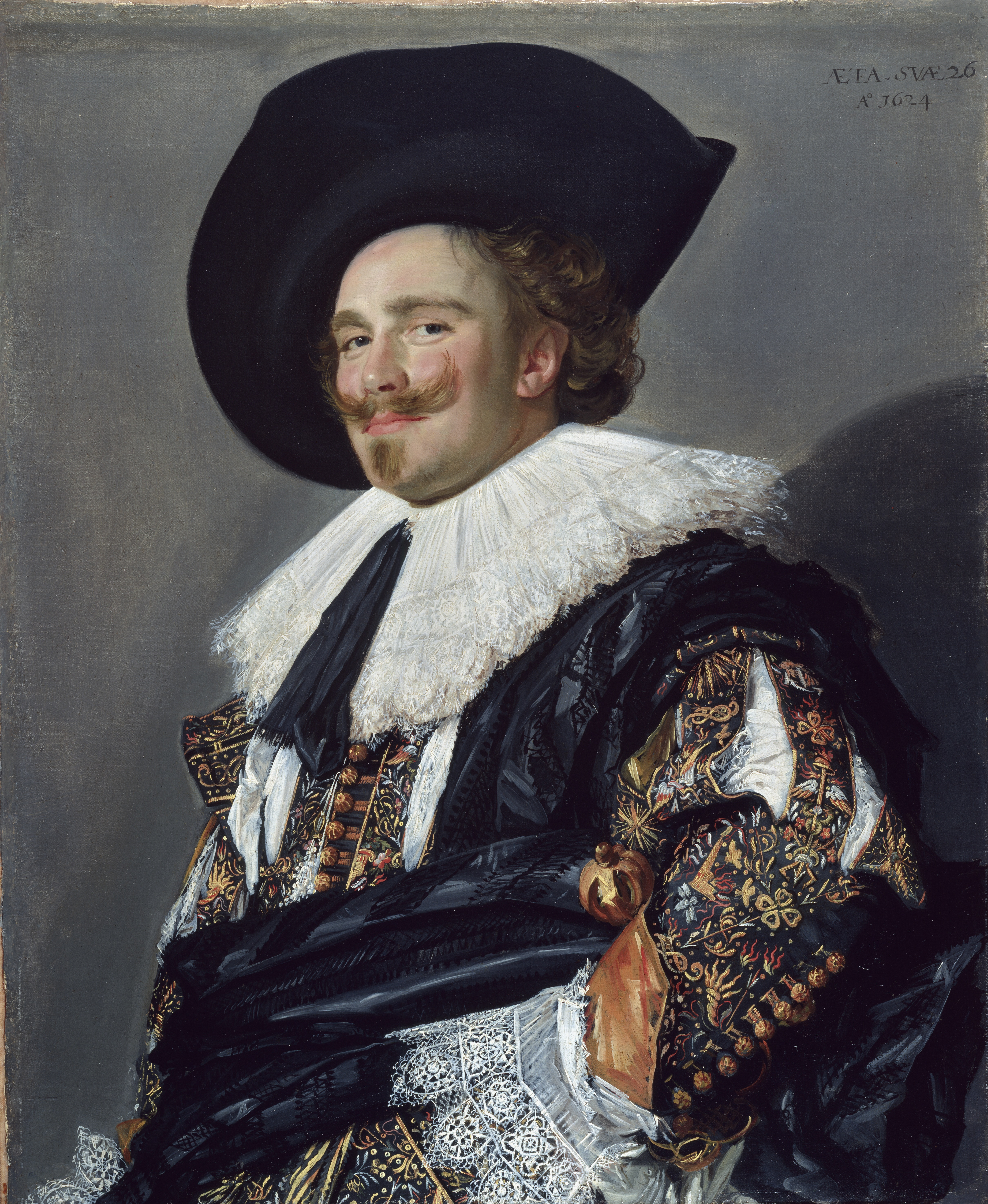
Frans Hals : Le Cavalier riant
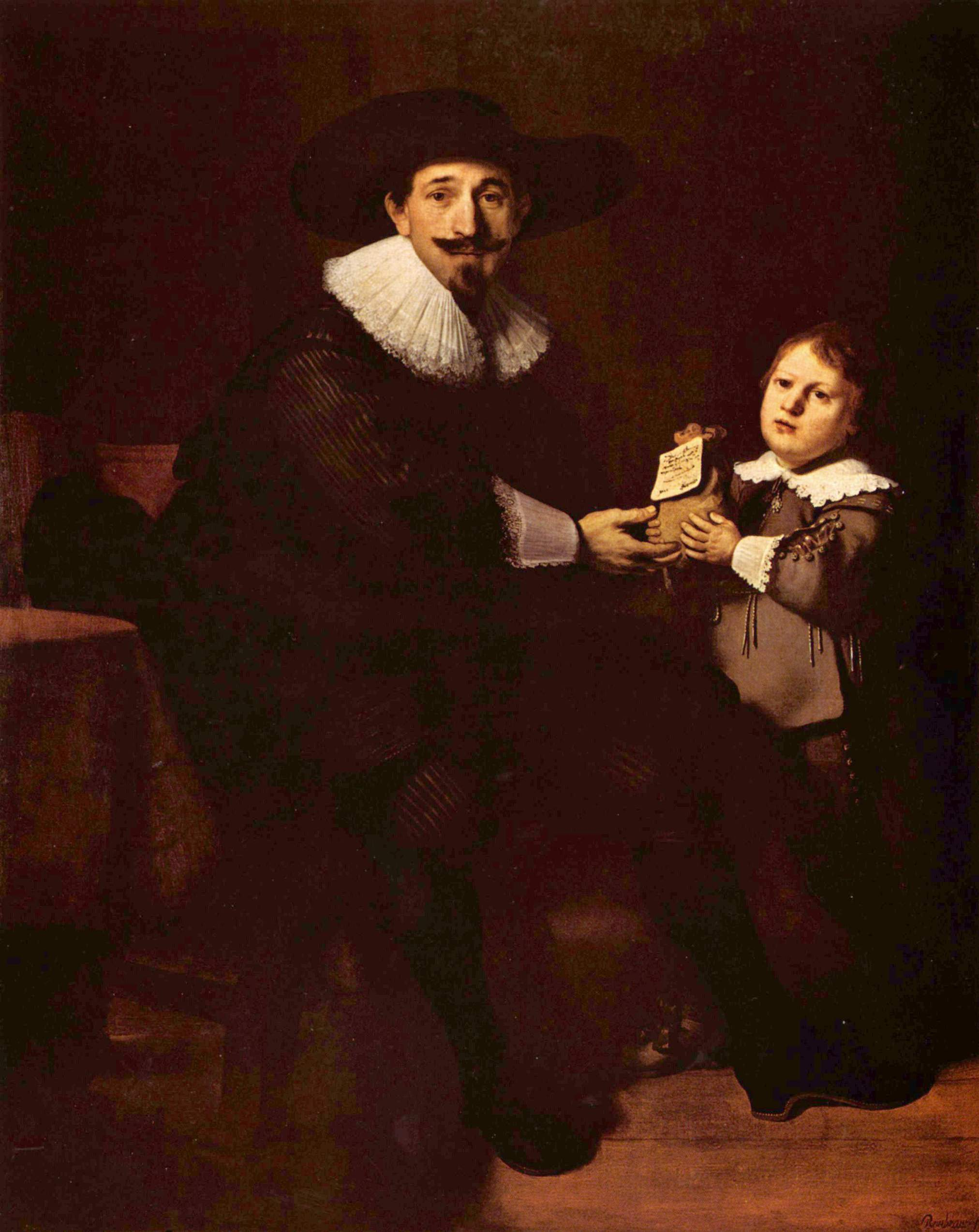
Rembrandt : Jan Pellicorne et son fils Caspar